# Serdj El Ghoul
Serdj El Ghoul est une commune située à l'extreme Nord de la Wilaya de Sétif, en zone montagneuse, limitrophe de la wilaya de Jijel, dans les Babors en Petite Kabylie au Nord Est de l'Algérie.

## Géographie

### Localités de la commune
Lors du découpage administratif de 1984, la commune de Serdj El Ghoul est composée des localités suivantes :
- Bida
- Bourdim
- Karm Ali
- Kouklas
- Laababssa
- Laamarcha
- Laloua
- Layayche
- Lbouachka
- Lemcatla
- Nemala
- Ouled Ali
- Ouled Alioua
- Ouled Amara
- Ouled Bouharah
- Ouled Hamerlaïne
- Ouled Helima
- Ouled Sebaa
- Romane
- Soualma